# نوردی‌هیدروکاپسایسین
نوردی هیدروکاپسایسین (به انگلیسی: Nordihydrocapsaicin) با فرمول شیمیایی C۱۷H۲۷NO۳ یک ترکیب شیمیایی با شناسه پاب‌کم ۱۶۸۸۳۶ است. که جرم مولی آن ۲۹۳٫۴۱ g/mol می‌باشد. 